# Binzhou
Binzhou är en stad på prefekturnivå i Shandong-provinsen i östra Kina. Den ligger omkring 130 kilometer nordost  om provinshuvudstaden Jinan. Staden är belägen vid Gula flodens norra stramd och vetter mot Bohaibukten.
Före 1992 var området en prefektur med namnet 'Huimin (Huimin Diqu).

## Administrativ indelning

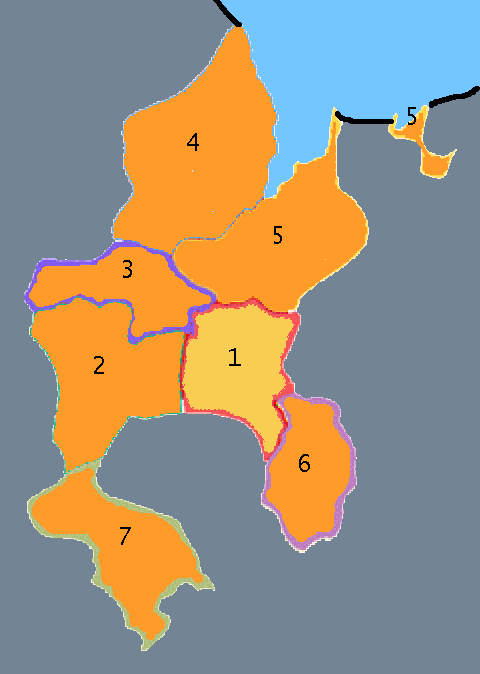

Binzhou indelas i två stadsdistrikt och sex härad:
1. Stadsdistriktet Bincheng (滨城区)
2. Häradet Huimin (惠民县)
3. Häradet Yangxin (阳信县)
4. Häradet Wudi (无棣县)
5. Stadsdistriktet Zhanhua (沾化区)
6. Häradet Boxing (博兴县)
7. Häradet Zouping (邹平县)

## Klimat
Genomsnittlig årsnederbörd är 702 millimeter. Den regnigaste månaden är juli, med i genomsnitt 264 mm nederbörd, och den torraste är mars, med 5 mm nederbörd.